# Junta Autónoma das Estradas
Die Junta Autonoma das Estradas (JAE) war die 1927 geschaffene portugiesische Straßenbehörde des damaligen Wirtschafts- und Tourismusministeriums (Ministério de Comércio e Turismo). 
Ihre Aufgabe war die Planung, Schaffung und Erhaltung der Straßen in Portugal. Sie wurde 1999 aufgelöst, und das IEP - Instituto das Estradas de Portugal wurde als Nachfolgebehörde geschaffen. Diese wurde 2002 umstrukturiert und 2004 aufgelöst, ihre Nachfolgerin wurde die Aktiengesellschaft Estradas de Portugal, deren Anteile vollständig in Staatsbesitz sind.